# IC 1997
IC 1997 — галактика типу Sa (спіральна галактика) у сузір'ї Сітка.
Цей об'єкт міститься в оригінальній редакції індексного каталогу.